# O salutaris Hostia
O salutaris Hostia è un celebre inno liturgico ed eucaristico cattolico, composto da San Tommaso d'Aquino per l'Ufficio, più precisamente per le Lodi Mattutine della festa del Corpus Domini.
L'inno è ricavato dalle ultime due strofe dell'inno Verbum supernum prodiens, scritto dallo stesso santo per il medesimo ufficio di questa festa.
Queste ultime due strofe vengono usate per la benedizione eucaristica e anche se quest'uso ha vasta diffusione non è prescritto dalle rubriche. Quindi può essere sostituito da un altro inno eucaristico conveniente (ad esempio dal Tantum ergo). Un altro utilizzo è in forma di mottetto alla Messa solenne, cantato subito dopo l'Offertorio. 
Pierre de la Rue addirittura sostituì il Benedictus con quest'inno in alcune sue Messe. Compare anche nella Messa a 3 voci in do minore "Aux Orphéonistes" di Charles Gounod e nella Petite messe solennelle di Gioachino Rossini, ma in entrambi i casi dopo il Benedictus.
Sulla melodia gregoriana di O salutaris Hostia si canta anche l'inno polacco Gaude Mater Polonia.

## Testo
Testo latino
O salutaris hostia
quae caeli pandis ostium,
bella premunt hostilia:
da robur, fer auxilium.

Uni trinoque Domino
sit sempiterna gloria,
qui vitam sine termino
nobis donet in patria.
Traduzione in italiano
O vittima salvatrice
che spalanchi la porta del cielo
guerre ostili premono,
da' forza, porta aiuto!

Al Dio uno e trino
sia una gloria eterna,
affinché egli doni a noi
una vita senza fine nella patria.